# Cymru Premier 2022-2023
La Cymru Premier 2022-2023 (nota anche come JD Cymru Premier per ragioni di sponsorizzazione) è stata la 31ª edizione della massima serie del campionato gallese di calcio, disputata tra il 12 agosto 2022 e il 22 aprile 2023 e concluso con la vittoria del The New Saints, al suo quindicesimo titolo.
Capocannoniere del torneo è stato Declan McManus (The New Saints), con 26 reti.

## Classifica finale

### Poule titolo e salvezza
|  | Pos. | Squadra                         | Pt | G  | V  | N  | P  | GF  | GS  | DR  |
|  | ---- | ------------------------------- | -- | -- | -- | -- | -- | --- | --- | --- |
|  | 1.   | The New Saints                  | 83 | 32 | 26 | 5  | 1  | 112 | 17  | +95 |
|  | 2.   | Connah's Q.N.                   | 61 | 32 | 17 | 10 | 5  | 45  | 23  | +22 |
|  | 3.   | Penybont (-6)                   | 52 | 32 | 16 | 10 | 6  | 51  | 32  | +19 |
|  | 4.   | Cardiff Metropolitan University | 52 | 32 | 16 | 4  | 12 | 41  | 49  | -8  |
|  | 5.   | Bala Town                       | 44 | 32 | 12 | 8  | 12 | 51  | 37  | +15 |
|  | 6.   | Newtown                         | 41 | 32 | 12 | 5  | 15 | 49  | 56  | -7  |
|  |      |                                 |    |    |    |    |    |     |     |     |
|  | 7.   | Haverfordwest County            | 47 | 32 | 14 | 5  | 13 | 49  | 44  | +5  |
|  | 8.   | Pontypridd                      | 41 | 32 | 12 | 5  | 15 | 41  | 52  | -9  |
|  | 9.   | Caernarfon Town                 | 39 | 32 | 12 | 3  | 17 | 51  | 54  | -3  |
|  | 10.  | Aberystwyth Town                | 38 | 32 | 11 | 5  | 16 | 41  | 73  | -32 |
|  | 11.  | Flint Town Utd                  | 35 | 32 | 9  | 8  | 15 | 41  | 53  | -12 |
|  | 12.  | Airbus UK Broughton (-6)        | -4 | 32 | 0  | 2  | 30 | 18  | 100 | -82 |

Legenda:
      Campione del Galles e ammessa al primo turno di qualificazione di UEFA Champions League 2023-2024
      Ammesse al primo turno di qualificazione di UEFA Europa Conference League 2023-2024
      Retrocesse nelle leghe regionali
Regolamento:
Tre punti a vittoria, uno a pareggio, zero a sconfitta.
In caso di arrivo di due o più squadre a pari punti, la graduatoria finale verrà stilata secondo la classifica avulsa tra le squadre interessate.
La classifica avulsa è compilata sulla base dei seguenti criteri:
- Differenza reti generale
- Punti negli scontri diretti
- Reti realizzate in generale
- Numero di gare vinte

Note:
Il Pen-y-Bont ha scontato 6 punti di penalizzazione per aver schierato in due incontri dei giocatori in condizioni non regolari.
L'Airbus UK Broughton ha scontato 6 punti di penalizzazione per aver schierato in due incontri dei giocatori in condizioni non regolari.

## Spareggi

### Conference League

#### Semifinali
| Bala Town                       | 2-4                 | Newtown              | Bala, 5 maggio 2023    |  |  |  |  |
| Cardiff Metropolitan University | 0-0 (dts) 3-4 (dcr) | Haverfordwest County | Cardiff, 6 maggio 2023 |  |  |  |  |
|                                 |                     |                      |                        |  |  |  |  |

#### Finale
|         | Risultati           |                      | Luogo e data            |
| ------- | ------------------- | -------------------- | ----------------------- |
| Newtown | 1-1 (dts) 3-4 (dcr) | Haverfordwest County | Newtown, 13 maggio 2023 |
|         |                     |                      |                         |

## Statistiche

### Individuali

#### Classifica marcatori
| Gol |  |  | Giocatore      | Squadra              |
| --- |  |  | -------------- | -------------------- |
| 26  |  |  | Declan McManus | The New Saints       |
| 21  |  |  | Aaron Williams | Newtown              |
| 14  |  |  | Ryan Brobbel   | The New Saints       |
| 13  |  |  | Ben Clark      | The New Saints       |
| 12  |  |  | Ben Ahmun      | Pontypridd           |
| 12  |  |  | Jordan Davies  | Haverfordwest County |